# 小行星3587
小行星3587（3587 Descartes）是一颗绕太阳运转的小行星，为主小行星带小行星。该小行星于1981年9月8日发现。

## 轨道参数
小行星3587的轨道半长轴为2.7049472 UA，离心率为0.037。